# WC (репер)
Вільям ЛаШон Калхун-молодший (нар. 3 лютого 1970, Х'юстон, Техас, США), більш відомий під псевдонімом WC (вимовляється як «даб-сі»), — американський репер і актор. Спочатку він був репером у групі Low Profile, а пізніше створив свою групу WC and the Maad Circle, які вперше досягли успіху з синглом "Ain't A Damn Thang Changed". Пізніше він почав сольну кар'єру і випустив чотири сольні альбоми. Він також добре відомий як учасник реп- супергрупи Westside Connection разом із реперами Західного узбережжя Ice Cube і Mack 10.

## Раннє життя
Вільям Калхун-молодший народився в Х'юстоні, штат Техас, 3 лютого 1970 року. У дитинстві він переїхав до Саут-Сентрал, Лос-Анджелес. Келхун молодший все ще є активним учасником банди Crips. У нього є двоюрідний брат у Денвері, штат Колорадо, Ернест Кемпбелл з Denver's Eastside Gangster Crips. Також Вільям є старшим братом DJ Crazy Toones.

## Музична кар'єра

### Початок кар'єри
Давній учасник музичної сцени Західного узбережжя, WC розпочав свою кар’єру в парі з DJ Aladdin у групі Low Profile у 1987 році. Група випустила один альбом під назвою We're in This Together у 1989 році. Пізніше він створив свою групу WC and the Maad Circle, до якої також увійшли колега-репер і наставник Big G, Coolio, продюсер Sir Jinx - Chilly Chill і DJ Crazy Toones. Він випустив два альбоми зі своєю групою: Ain't a Damn Thang Changed у 1991 році та Curb Servin' у 1995 році.

### Сольна кар'єра
Сольний дебют WC, The Shadiest One, відбувся у 1998 році. «Better Days» і «Just Clownin'» були помірними R&B-хітами, а його друга платівка, Ghetto Heisman 2002 року, також увійшла в чарти. У 2007 році він випустив свій третій сольний альбом Guilty by Affiliation на Lench Mob Records. Ice Cube, Snoop Dogg і The Game з’явилися на альбомі. Він випустив свій четвертий сольний альбом Revenge of the Barracuda 8 березня 2011 року. На альбомі брали участь такі гості, як Ice Cube, Young Maylay, Daz Dillinger і Kokane.

### Westside Connection
У 1996 році WC створили Westside Connection разом з Ice Cube і Mack 10. Дебютний альбом групи Bow Down вийшов у 1996 році. Альбом досяг 2 місця в Billboard 200 і отримав платиновий сертифікат у 1996 році. Сингл «Bow Down» досяг 21 місця у чарті Billboard Hot 100. У 2003 році група випустила свій другий альбом, Terrorist Threats, з головним синглом «Gangsta Nation» за участю Нейт Догга. У 2005 році група розпалася.

## Дискографія

### Студійні альбоми
- The Shadiest One (1998)
- Ghetto Heisman (2002)
- Guilty by Affiliation (2007)
- Revenge of the Barracuda (2011)

### Спільні альбоми
- We're in This Together з Low Profile (1989)
- Ain't a Damn Thang Changed з WC and the Maad Circle (1991)
- Curb Servin' з WC and the Maad Circle (1995)
- Bow Down з Westside Connection (1996)
- Terrorist Threats з Westside Connection (2003)
- West Coast Gangsta Shit з Daz Dillinger (2013)

## Фільмографія
- 1989: Wiseguy
- 1995: п'ятниця
- 1996: Set It Off
- 1997: Шоу Джеймі Фокса
- 1998: Сестра, сестра
- 1998: Гра життя
- 1999: Розриви
- 1999: Thicker than Water
- 1999: Дурний
- 2000: Моєша
- 2001: Повітряна лють
- 2002: На мілину
- 2002: Білий хлопчик
- 2003: WC: Bandana Swangin – All That Glitters Ain't Gold
- 2006: Це нелегко
- 2008: Живіт 2: Клуб хлопчиків-мільйонерів
- 2012: Щось із нічого: Мистецтво репу
- 2015: Вулиця
- 2017: Снігопад

## Цікаві факти
Його сценічний псевдонім, WC, є абревіатурою його ініціалів, а не West Coast або його групи Westside Connection, які є поширеними помилками.
Він працював тренером діалекту Лос-Анджелеса для актора Демсона Ідріса в шоу FX Snowfall.

## Зовнішні посилання
- WC на сайті IMDb (англ.)